# Рыжегорлый мечеклювый древолаз
Рыжегорлый мечеклювый древолаз (лат. Xiphorhynchus pardalotus) — вид воробьиных птиц из семейства печниковых. Выделяют два подвида.

## Распространение
Обитают на территории Бразилии, Французской Гвианы, Гайаны, Суринама и Венесуэлы. Естественной средой обитания этих птиц являются субтропические или тропические влажные равнинные леса, а также субтропические или тропические влажные горные леса.

## Описание
Длина тела 21,5—23,5 см; вес самца 32—49 г, самки — 27—46 г. Клюв тонкий, относительно длинный и лишь слегка изогнутый.

## Биология
Птицы насекомоядны.
МСОП присвоил виду охранный статус LC.